# Emil Frommel
Emil Wilhelm Frommel (født 5. januar 1828 i Karlsruhe, død 9. november 1896) var en tysk præst. 
Faderen, Carl Ludwig Frommel, var Maler og Kobberstikker. 1854 blev Frommel præst i sin Fødeby og kom derfra 1864
til Wupperthal, hvor der var et kraftigt Menighedsliv, og hvor F. selv udviklede sig til en
fremragende Præst og Sjælesørger. 1869 blev han Garnisonspræst i Berlin, deltog som
Feltpræst i Krigen 1870—71 og blev 1872 Hofpræst i Berlin. Han udfoldede her en stor Virksomhed 
og øvede en betydelig Indflydelse. 1895 nedlagde han sit Embede pga. Sygdom.
1896 blev han Overkonsistorialraad i Plöen. F. er bedst kendt som folkelig religiøs Forf. Han
havde en sjælden Evne til at skrive populært og fængende, med Alvor og med Humor, om
Kristendom og Trosliv. Han var bl.a. Medudgiver af »Neue Christoterpe« (1880 ff.).